# Campeonato Ecuatoriano de Fútbol 2000
El Campeonato Ecuatoriano de Fútbol 2000, conocido oficialmente como «Campeonato Nacional de Fútbol 2000», fue la 42.ª edición de la Serie A del Campeonato nacional de fútbol profesional en Ecuador. La competencia se celebró del 12 de febrero al 23 de diciembre de 2000. El torneo fue organizado por la Federación Ecuatoriana de Fútbol y contó con la participación de diez equipos de fútbol.
En este año el campeón fue el Olmedo de Riobamba, convirtiéndose en el primer equipo no perteneciente a Guayas o Pichincha en ganar el Campeonato Nacional de Fútbol, que obtuvo su primera y única estrella hasta el momento, tras superar a S. D. Aucas en una histórica antepenúltima jornada del sextangular de la liguilla final que culminó con un contundente empate de 1-1 a favor del conjunto riobambeño, en la Caldera de Chillogallo con dos fechas de anticipación llevando el equipo riobambeño al cetro máximo del fútbol ecuatoriano con el gol de cabezazo de Marcelo Fleitas conseguido en los últimos minutos del cotejo clave de la Liguilla Final de diciembre del 2000 al poner el empate del Olmedo de visitante sobre Aucas de local por el resultado del empate a 1 gol en el Estadio del Aucas de Quito La Capital de la República Olmedo festejaba el primer y único título y además el primer título no perteneciente a Guayas o Pichincha en su larga trayectoria deportiva el cual se convertía en el primer campeón ecuatoriano del siglo XXI como hacía 43 años cuando Emelec fue el primer campeón nacional y el primer campeón ecuatoriano del pasado siglo XX lo alcanzó en 1957 en la historia del fútbol de nuestro país.
En esta edición descendieron Liga Deportiva Universitaria y Técnico Universitario. Esta edición estuvo marcada particularmente por el tercer descenso de Liga Deportiva Universitaria, que perdió la categoría luego de 21 años ininterrumpidos en la Serie A.
También en esta edición fue por primera vez en el siglo XXI y III milenio desde 1999, la ciudad de Quito la capital del país quedó 5 equipos de la capital en la primera división al igual que 1976, Primera Etapa de 1977, 1979, Segunda Etapa de 1980, 1981, Segunda Etapa de 1982, 1985, 1986, 1990, 1992, 1994, 1995, 1996, 1997, 1998 y 1999 y la provincia de Pichincha quedó 5 equipos de dicha provincia en la misma al igual que 1976, Primera Etapa de 1977, 1979, Segunda Etapa de 1980, 1981, Segunda Etapa de 1982, 1985, 1986, 1990, 1992, 1994, 1995, 1996, 1997, 1998 y 1999, Por su parte, Por segundo año consecutivo y segunda vez consecutiva y por primera vez en el siglo XXI y III milenio desde 1999, la ciudad de Guayaquil quedó 2 equipos de dicha ciudad en la primera división por primera vez en el siglo XXI y III milenio desde 2000 al igual que 1957, 1972, 1974, Segunda Etapa de 1975, Segunda Etapa de 1976, 1977, Primera Etapa de 1978, 1979, Primera Etapa de 1981, 1996 y 1999 y la provincia del Guayas quedó 2 equipos de dicha provincia en la misma por primera vez en el siglo XXI y III milenio desde 2000 al igual que 1957, 1972, 1974, Segunda Etapa de 1975, Segunda Etapa de 1976, 1977, Primera Etapa de 1978, 1979, Primera Etapa de 1981, 1996 y 1999 y también en esta edición del torneo, Deportivo Cuenca el gran ausente en la Serie A del Fútbol Ecuatoriano por primera y única vez en este año y Deportivo Cuenca el gran ausente en la Serie A del Fútbol Ecuatoriano por última vez en la historia hasta 2001 y por primera y única vez en el Siglo XXI y III milenio y por primera y última vez en la década de los 2000 ambos desde 1995 tras el último descenso, por primera vez en el Siglo XXI y III milenio desde 1995, la ciudad de Cuenca se quedó sin fútbol de primera división solamente quedó ningún equipo de la capital azuaya en la máxima categoría al igual que 1971 y la provincia del Azuay se quedó sin fútbol de primera división solamente quedó ningún equipo de dicha provincia en la máxima categoría al igual que 1972, Segunda Etapa de 1980, 1982, 1983, 1984 y 1995.

## Antecedentes
Liga Deportiva Universitaria clasificó campeón nacional de fútbol por segunda vez consecutiva y por quinta vez en 1999 y clasificó a la Copa Libertadores 2000 disputando el último partido del equipo albo en la temporada de 1999 contra El Nacional el resultado fue la victoria del equipo albo sobre el equipo militar por 4 a 1 en el marcador global luego de ganar 1 a 0 disputado el 12 de diciembre de 1999 en el Estadio Casa Blanca y 3 a 1 disputado el 19 de diciembre de 1999 en el Estadio Olímpico Atahualpa.
El Nacional clasificó subcampeón nacional de fútbol por quinta vez en 1999 y clasificó a la Copa Libertadores 2000 disputando el último partido del equipo militar en la temporada de 1999 contra Liga Deportiva Universitaria el resultado fue la derrota del equipo militar sobre el equipo albo por 4 a 1 en el marcador global luego de perder 1 a 0 disputado el 23 de diciembre de 1998 en el Estadio Casa Blanca y 3 a 1 disputado el 19 de diciembre de 1999 en el Estadio Olímpico Atahualpa.
Emelec ocupó en tercer lugar de la Liguilla final del Campeonato Nacional de 1999 y tercer lugar de la Tabla general acumulada del Campeonato Nacional de 1999 y clasificó a la Copa Libertadores 2000 disputando el último partido del equipo millonario en la temporada de 1999 contra Deportivo Quito el resultado fue la victoria del equipo millonario sobre el equipo chulla por 3 a 0 disputado el 5 de diciembre de 1999 en el Estadio George Capwell.
Espoli ocupó en quinto lugar de la Liguilla final del Campeonato Nacional de 1999 y cuarto lugar de la Tabla general acumulada del Campeonato Nacional de 1999 disputando el último partido del equipo policial en la temporada de 1999 contra Barcelona el resultado fue la victoria del equipo policial sobre el equipo torero por 4 a 1 disputado el 5 de diciembre de 1999 en el Estadio Olímpico Atahualpa.
Macará ocupó en segundo lugar de la Liguilla del No Descenso del Campeonato Nacional de 1999 y quinto lugar de la Tabla general acumulada del Campeonato Nacional de 1999 disputando el último partido del equipo celeste en la temporada de 1999 contra Audaz Octubrino el resultado fue la victoria del equipo celeste sobre el equipo machaleño por 3 a 0 llevando el cuadro patriota al machaleño a la Serie B de la temporada 2000 sin volverla a recuperar nunca más durante la despedida del cuadro machaleño en la serie de privilegio disputado el 5 de diciembre de 1999 en el Estadio 9 de Mayo de Machala.
Deportivo Quito ocupó en cuarto lugar de la Liguilla final del Campeonato Nacional de 1999 y sexto lugar de la Tabla general acumulada del Campeonato Nacional de 1999 disputando el último partido del equipo chulla en la temporada de 1999 contra Emelec el resultado fue la derrota del equipo chulla sobre el equipo millonario por 3 a 0 disputado el 5 de diciembre de 1999 en el Estadio George Capwell.
Olmedo ocupó en tercer lugar de la Liguilla del No Descenso del Campeonato Nacional de 1999 y séptimo lugar de la Tabla general acumulada del Campeonato Nacional de 1999 disputando el último partido del equipo riobambeño en la temporada de 1999 contra Deportivo Cuenca el resultado fue la derrota del equipo riobambeño sobre el equipo morlaco por 2 a 1 llevando el cuadro morlaco al descenso a la Serie B de la temporada 2000 por última vez disputado el 4 de diciembre de 1999 en el Estadio Olímpico de Riobamba.
Barcelona ocupó en sexto lugar de la Liguilla final del Campeonato Nacional de 1999 y octavo lugar de la Tabla general acumulada del Campeonato Nacional de 1999 disputando el último partido del equipo torero en la temporada de 1999 contra Barcelona el resultado fue la derrota del equipo torero sobre el equipo policial por 4 a 1 disputado el 5 de diciembre de 1999 en el Estadio Olímpico Atahualpa.
Aucas ocupó en primer lugar de la Liguilla del No Descenso del Campeonato Nacional de 1999 y noveno lugar de la Tabla general acumulada del Campeonato Nacional de 1999 disputando el último partido del equipo oriental en la temporada de 1999 contra Delfín el resultado fue la derrota del equipo oriental sobre el equipo cetáceo por 2 a 1 llevando el cuadro cetáceo al descenso a la Serie B de la temporada 2000 disputado el 5 de diciembre de 1999 en el Estadio Jocay de Manta.
Técnico Universitario había abandonado la Serie A para descender a la Serie B disputando el último partido del equipo ambateño en la temporada de 1998 contra Delfín el resultado fue la derrota del equipo ambateño sobre el equipo cetáceo por 3 a 0 llevando el cuadro ambateño al descenso a la Serie B de la temporada 1999 disputado el 20 de diciembre de 1998 en el Estadio Jocay de Manta hace casi 2 años atrás, ahora retornó a la Serie A después de 2 años en reemplazo de los descendidos Delfín, Deportivo Cuenca y Audaz Octubrino.

## Sistema de juego
Se establecieron 3 etapas para buscar al mejor cuadro ecuatoriano de 2000. Las 2 iniciales fueron idénticas y se disputaron en 18 partidos, todos contra todos. De estas clasificaron a la liguilla final aquellos equipos ubicados en las tres primeros posiciones, con una bonificación de 3, 2 y 1 puntos, respectivamente.
La liguilla final estuvo compuesta por 6 equipos. En caso de que algún equipo haya clasificado en ambas etapas del torneo, los lugares vacantes para completar los 6 cupos se ocuparon con los cuadros mejor ubicados en la tabla acumulada, que jugó un papel fundamental: los 2 equipos peor colocados en ella descendieron de forma automática a la Serie B para 2001.
El mejor de la liguilla se consagró campeón; el segundo y tercero también clasificaron a la Copa Libertadores.

## Relevo anual de clubes
| Pos. | de la Serie A    |
| ---- | ---------------- |
| 10º  | Delfín           |
| 11º  | Deportivo Cuenca |
| 12º  | Audaz Octubrino  |

| Pos. | de la Serie B         |
| ---- | --------------------- |
| 1º   | Técnico Universitario |

## Equipos participantes
Tomaron parte en las competición 10 equipos, entre ellos se destaca el retorno del histórico Club Técnico Universitario, tras 2 años ausente de la categoría.
| Equipo                | Ciudad                                                                 | Provincia                                 |
| --------------------- | ---------------------------------------------------------------------- | ----------------------------------------- |
| Aucas                 | Quito / [[Archivo:\|20x20px\|border\|Bandera de Ibarra]] Ibarra        | Bandera de Pichincha Pichincha / Imbabura |
| Barcelona             | Guayaquil                                                              | Guayas                                    |
| Deportivo Quito       | Quito                                                                  | Bandera de Pichincha Pichincha            |
| El Nacional           | Quito                                                                  | Bandera de Pichincha Pichincha            |
| Emelec                | Guayaquil / Portoviejo                                                 | Guayas / Manabí                           |
| Espoli                | Quito / [[Archivo:\|20x20px\|border\|Bandera de Ibarra]] Ibarra        | Bandera de Pichincha Pichincha / Imbabura |
| Liga de Quito         | Quito                                                                  | Bandera de Pichincha Pichincha            |
| Macará                | Ambato / [[Archivo:\|20x20px\|border\|Bandera de Latacunga]] Latacunga | Tungurahua / Cotopaxi                     |
| Olmedo                | Riobamba                                                               | Bandera de Chimborazo Chimborazo          |
| Técnico Universitario | Ambato                                                                 | Tungurahua                                |

## Equipos por ubicación geográfica
| Provincia                        | N.º | Equipos                                                          |
| -------------------------------- | --- | ---------------------------------------------------------------- |
| Bandera de Pichincha Pichincha   | 5   | - Aucas - Deportivo Quito - El Nacional - Espoli - Liga de Quito |
| Guayas                           | 2   | - Barcelona - Emelec                                             |
| Tungurahua                       | 2   | - Macará - Técnico Universitario                                 |
| Bandera de Chimborazo Chimborazo | 1   | - Olmedo                                                         |

| Barcelona Emelec Liga de Quito Espoli El Nacional Deportivo Quito Aucas Olmedo Macará Técnico Universitario |

## Primera etapa

### Partidos y resultados
| Fecha 1       | Fecha 1               | Fecha 1   | Fecha 1          |
| Fecha         | Equipo Local          | Resultado | Equipo Visitante |
| ------------- | --------------------- | --------- | ---------------- |
| 12 de febrero | Emelec                | 2 - 1     | Macará           |
| 12 de febrero | Liga de Quito         | 4 - 1     | El Nacional      |
| 13 de febrero | Aucas                 | 1 - 0     | Barcelona        |
| 13 de febrero | Técnico Universitario | 2 - 2     | Deportivo Quito  |
| 13 de febrero | Olmedo                | 2 - 0     | Espoli           |

| Fecha 2       | Fecha 2         | Fecha 2   | Fecha 2               |
| Fecha         | Equipo Local    | Resultado | Equipo Visitante      |
| ------------- | --------------- | --------- | --------------------- |
| 18 de febrero | Barcelona       | 0 - 0     | Liga de Quito         |
| 19 de febrero | Espoli          | 3 - 1     | Técnico Universitario |
| 20 de febrero | Macará          | 1 - 2     | Aucas                 |
| 20 de febrero | Deportivo Quito | 1 - 1     | Emelec                |
| 20 de febrero | El Nacional     | 1 - 0     | Olmedo                |

| Fecha 3       | Fecha 3               | Fecha 3   | Fecha 3          |
| Fecha         | Equipo Local          | Resultado | Equipo Visitante |
| ------------- | --------------------- | --------- | ---------------- |
| 26 de febrero | Emelec                | 3 - 0     | Aucas            |
| 27 de febrero | Liga de Quito         | 2 - 2     | Macará           |
| 27 de febrero | Deportivo Quito       | 1 - 2     | Espoli           |
| 27 de febrero | Técnico Universitario | 2 - 2     | El Nacional      |
| 27 de febrero | Olmedo                | 1 - 0     | Barcelona        |

| Fecha 4    | Fecha 4      | Fecha 4   | Fecha 4               |
| Fecha      | Equipo Local | Resultado | Equipo Visitante      |
| ---------- | ------------ | --------- | --------------------- |
| 4 de marzo | Macará       | 1 - 1     | Olmedo                |
| 5 de marzo | Espoli       | 1 - 0     | Emelec                |
| 5 de marzo | El Nacional  | 0 - 0     | Deportivo Quito       |
| 5 de marzo | Barcelona    | 3 - 1     | Técnico Universitario |
| 7 de marzo | Aucas        | 0 - 1     | Liga de Quito         |

| Fecha 5     | Fecha 5               | Fecha 5   | Fecha 5          |
| Fecha       | Equipo Local          | Resultado | Equipo Visitante |
| ----------- | --------------------- | --------- | ---------------- |
| 12 de marzo | Deportivo Quito       | 1 - 1     | Barcelona        |
| 12 de marzo | Espoli                | 2 - 2     | El Nacional      |
| 12 de marzo | Emelec                | 2 - 0     | Liga de Quito    |
| 12 de marzo | Técnico Universitario | 0 - 0     | Macará           |
| 12 de marzo | Olmedo                | 0 - 1     | Aucas            |

| Fecha 6     | Fecha 6       | Fecha 6   | Fecha 6               |
| Fecha       | Equipo Local  | Resultado | Equipo Visitante      |
| ----------- | ------------- | --------- | --------------------- |
| 18 de marzo | El Nacional   | 2 - 0     | Emelec                |
| 18 de marzo | Macará        | 2 - 1     | Deportivo Quito       |
| 19 de marzo | Liga de Quito | 1 - 1     | Olmedo                |
| 19 de marzo | Aucas         | 1 - 0     | Técnico Universitario |
| 19 de marzo | Barcelona     | 0 - 1     | Espoli                |

| Fecha 7     | Fecha 7               | Fecha 7   | Fecha 7          |
| Fecha       | Equipo Local          | Resultado | Equipo Visitante |
| ----------- | --------------------- | --------- | ---------------- |
| 31 de marzo | Deportivo Quito       | 1 - 1     | Aucas            |
| 31 de marzo | Emelec                | 3 - 1     | Olmedo           |
| 1 de abril  | Técnico Universitario | 4 - 4     | Liga de Quito    |
| 2 de abril  | Espoli                | 2 - 1     | Macará           |
| 2 de abril  | El Nacional           | 7 - 0     | Barcelona        |

| Fecha 8    | Fecha 8       | Fecha 8   | Fecha 8               |
| Fecha      | Equipo Local  | Resultado | Equipo Visitante      |
| ---------- | ------------- | --------- | --------------------- |
| 8 de abril | Liga de Quito | 2 - 1     | Deportivo Quito       |
| 8 de abril | Aucas         | 0 - 0     | Espoli                |
| 9 de abril | Barcelona     | 0 - 0     | Emelec                |
| 9 de abril | Macará        | 0 - 0     | El Nacional           |
| 9 de abril | Olmedo        | 1 - 0     | Técnico Universitario |

| Fecha 9     | Fecha 9         | Fecha 9   | Fecha 9               |
| Fecha       | Equipo Local    | Resultado | Equipo Visitante      |
| ----------- | --------------- | --------- | --------------------- |
| 15 de abril | Deportivo Quito | 0 - 0     | Olmedo                |
| 15 de abril | Espoli          | 0 - 0     | Liga de Quito         |
| 16 de abril | El Nacional     | 2 - 3     | Aucas                 |
| 16 de abril | Emelec          | 1 - 0     | Técnico Universitario |
| 16 de abril | Macará          | 3 - 2     | Barcelona             |

| Fecha 10    | Fecha 10              | Fecha 10  | Fecha 10         |
| Fecha       | Equipo Local          | Resultado | Equipo Visitante |
| ----------- | --------------------- | --------- | ---------------- |
| 28 de abril | Barcelona             | 2 - 2     | Macará           |
| 29 de abril | Aucas                 | 0 - 0     | El Nacional      |
| 30 de abril | Olmedo                | 2 - 0     | Deportivo Quito  |
| 30 de abril | Liga de Quito         | 3 - 3     | Espoli           |
| 30 de abril | Técnico Universitario | 2 - 0     | Emelec           |

| Fecha 11  | Fecha 11              | Fecha 11  | Fecha 11         |
| Fecha     | Equipo Local          | Resultado | Equipo Visitante |
| --------- | --------------------- | --------- | ---------------- |
| 6 de mayo | El Nacional           | 3 - 2     | Macará           |
| 7 de mayo | Deportivo Quito       | 2 - 1     | Liga de Quito    |
| 7 de mayo | Espoli                | 0 - 1     | Aucas            |
| 7 de mayo | Emelec                | 1 - 2     | Barcelona        |
| 7 de mayo | Técnico Universitario | 2 - 2     | Olmedo           |

| Fecha 12   | Fecha 12      | Fecha 12  | Fecha 12              |
| Fecha      | Equipo Local  | Resultado | Equipo Visitante      |
| ---------- | ------------- | --------- | --------------------- |
| 12 de mayo | Liga de Quito | 3 - 1     | Técnico Universitario |
| 13 de mayo | Macará        | 1 - 0     | Espoli                |
| 13 de mayo | Barcelona     | 1 - 1     | El Nacional           |
| 13 de mayo | Olmedo        | 1 - 0     | Emelec                |
| 14 de mayo | Aucas         | 3 - 1     | Deportivo Quito       |

| Fecha 13   | Fecha 13              | Fecha 13  | Fecha 13         |
| Fecha      | Equipo Local          | Resultado | Equipo Visitante |
| ---------- | --------------------- | --------- | ---------------- |
| 20 de mayo | Olmedo                | 1 - 0     | Liga de Quito    |
| 20 de mayo | Técnico Universitario | 1 - 0     | Aucas            |
| 20 de mayo | Emelec                | 4 - 0     | El Nacional      |
| 20 de mayo | Espoli                | 0 - 0     | Barcelona        |
| 20 de mayo | Deportivo Quito       | 5 - 0     | Macará           |

| Fecha 14   | Fecha 14      | Fecha 14  | Fecha 14              |
| Fecha      | Equipo Local  | Resultado | Equipo Visitante      |
| ---------- | ------------- | --------- | --------------------- |
| 26 de mayo | Liga de Quito | 4 - 1     | Emelec                |
| 27 de mayo | El Nacional   | 4 - 2     | Espoli                |
| 27 de mayo | Aucas         | 1 - 1     | Olmedo                |
| 28 de mayo | Barcelona     | 2 - 2     | Deportivo Quito       |
| 28 de mayo | Macará        | 4 - 2     | Técnico Universitario |

| Fecha 15    | Fecha 15              | Fecha 15  | Fecha 15         |
| Fecha       | Equipo Local          | Resultado | Equipo Visitante |
| ----------- | --------------------- | --------- | ---------------- |
| 9 de junio  | Emelec                | 1 - 1     | Espoli           |
| 10 de junio | Deportivo Quito       | 2 - 0     | El Nacional      |
| 10 de junio | Liga de Quito         | 2 - 0     | Aucas            |
| 11 de junio | Técnico Universitario | 1 - 0     | Barcelona        |
| 11 de junio | Olmedo                | 0 - 0     | Macará           |

| Fecha 16    | Fecha 16     | Fecha 16  | Fecha 16              |
| Fecha       | Equipo Local | Resultado | Equipo Visitante      |
| ----------- | ------------ | --------- | --------------------- |
| 14 de junio | Macará       | 2 - 0     | Liga de Quito         |
| 14 de junio | Espoli       | 0 - 2     | Deportivo Quito       |
| 14 de junio | Aucas        | 3 - 0     | Emelec                |
| 14 de junio | El Nacional  | 6 - 1     | Técnico Universitario |
| 14 de junio | Barcelona    | 3 - 1     | Olmedo                |

| Fecha 17    | Fecha 17              | Fecha 17  | Fecha 17         |
| Fecha       | Equipo Local          | Resultado | Equipo Visitante |
| ----------- | --------------------- | --------- | ---------------- |
| 17 de junio | Emelec                | 4 - 1     | Deportivo Quito  |
| 18 de junio | Liga de Quito         | 2 - 0     | Barcelona        |
| 18 de junio | Técnico Universitario | 0 - 2     | Espoli           |
| 18 de junio | Aucas                 | 1 - 1     | Macará           |
| 18 de junio | Olmedo                | 2 - 1     | El Nacional      |

| Fecha 18    | Fecha 18        | Fecha 18  | Fecha 18              |
| Fecha       | Equipo Local    | Resultado | Equipo Visitante      |
| ----------- | --------------- | --------- | --------------------- |
| 21 de junio | Macará          | 2 - 0     | Emelec                |
| 21 de junio | El Nacional     | 2 - 1     | Liga de Quito         |
| 21 de junio | Barcelona       | 3 - 2     | Aucas                 |
| 21 de junio | Espoli          | 0 - 1     | Olmedo                |
| 21 de junio | Deportivo Quito | 1 - 1     | Técnico Universitario |

### Tabla de posiciones
|  |  |     | Equipo                | PJ | PG | PE | PP | GF | GC | DG  | PTS | PB |
|  |  | --- | --------------------- | -- | -- | -- | -- | -- | -- | --- | --- | -- |
|  |  | 1.  | Olmedo                | 18 | 8  | 6  | 4  | 18 | 14 | +4  | 30  | 3  |
|  |  | 2.  | Aucas                 | 18 | 8  | 5  | 5  | 20 | 17 | +3  | 29  | 2  |
|  |  | 3.  | El Nacional           | 18 | 7  | 6  | 5  | 34 | 26 | +8  | 27  | 1  |
|  |  | 4.  | Liga de Quito         | 18 | 7  | 6  | 5  | 30 | 23 | +7  | 27  |    |
|  |  | 5.  | Macará                | 18 | 6  | 7  | 5  | 25 | 25 | 0   | 25  |    |
|  |  | 6.  | Emelec                | 18 | 7  | 3  | 8  | 23 | 22 | +1  | 24  |    |
|  |  | 7.  | Espoli                | 18 | 6  | 6  | 6  | 19 | 20 | -1  | 24  |    |
|  |  | 8.  | Deportivo Quito       | 18 | 4  | 8  | 6  | 24 | 24 | 0   | 20  |    |
|  |  | 8.  | Barcelona             | 18 | 4  | 7  | 7  | 19 | 27 | -8  | 19  |    |
|  |  | 10. | Técnico Universitario | 18 | 3  | 6  | 9  | 21 | 35 | -14 | 15  |    |

PJ = Partidos jugados; PG = Partidos ganados; PE = Partidos empatados; PP = Partidos perdidos; GF = Goles a favor; GC = Goles en contra; DG = Diferencia de gol; PTS = Puntos; PB = Puntos de bonificación
|  | Clasificaron a la Liguilla Final. |

## Segunda etapa

### Partidos y resultados
| Fecha 1    | Fecha 1               | Fecha 1   | Fecha 1          |
| Fecha      | Equipo Local          | Resultado | Equipo Visitante |
| ---------- | --------------------- | --------- | ---------------- |
| 1 de julio | El Nacional           | 3 - 1     | Emelec           |
| 2 de julio | Olmedo                | 2 - 0     | Liga de Quito    |
| 2 de julio | Aucas                 | 1 - 0     | Deportivo Quito  |
| 2 de julio | Técnico Universitario | 0 - 3     | Espoli           |
| 2 de julio | Barcelona             | 2 - 1     | Macará           |

| Fecha 2    | Fecha 2         | Fecha 2   | Fecha 2               |
| Fecha      | Equipo Local    | Resultado | Equipo Visitante      |
| ---------- | --------------- | --------- | --------------------- |
| 5 de julio | Emelec          | 4 - 0     | Aucas                 |
| 5 de julio | Espoli          | 2 - 0     | Barcelona             |
| 5 de julio | Macará          | 3 - 2     | El Nacional           |
| 5 de julio | Liga de Quito   | 2 - 1     | Técnico Universitario |
| 5 de julio | Deportivo Quito | 2 - 0     | Olmedo                |

| Fecha 3    | Fecha 3               | Fecha 3   | Fecha 3          |
| Fecha      | Equipo Local          | Resultado | Equipo Visitante |
| ---------- | --------------------- | --------- | ---------------- |
| 9 de julio | Aucas                 | 1 - 1     | Macará           |
| 9 de julio | Técnico Universitario | 4 - 3     | Deportivo Quito  |
| 9 de julio | Olmedo                | 1 - 0     | Emelec           |
| 9 de julio | Barcelona             | 2 - 1     | El Nacional      |
| 9 de julio | Espoli                | 0 - 0     | Liga de Quito    |

| Fecha 4     | Fecha 4         | Fecha 4   | Fecha 4               |
| Fecha       | Equipo Local    | Resultado | Equipo Visitante      |
| ----------- | --------------- | --------- | --------------------- |
| 11 de julio | Emelec          | 2 - 0     | Técnico Universitario |
| 12 de julio | El Nacional     | 3 - 1     | Aucas                 |
| 12 de julio | Liga de Quito   | 2 - 1     | Barcelona             |
| 12 de julio | Macará          | 1 - 2     | Olmedo                |
| 12 de julio | Deportivo Quito | 1 - 0     | Espoli                |

| Fecha 5     | Fecha 5               | Fecha 5   | Fecha 5          |
| Fecha       | Equipo Local          | Resultado | Equipo Visitante |
| ----------- | --------------------- | --------- | ---------------- |
| 29 de julio | Olmedo                | 2 - 1     | El Nacional      |
| 30 de julio | Barcelona             | 1 - 0     | Aucas            |
| 30 de julio | Espoli                | 2 - 1     | Emelec           |
| 30 de julio | Técnico Universitario | 1 - 3     | Macará           |
| 30 de julio | Liga de Quito         | 0 - 1     | Deportivo Quito  |

| Fecha 6     | Fecha 6         | Fecha 6   | Fecha 6               |
| Fecha       | Equipo Local    | Resultado | Equipo Visitante      |
| ----------- | --------------- | --------- | --------------------- |
| 5 de agosto | Deportivo Quito | 2 - 2     | Barcelona             |
| 6 de agosto | Aucas           | 3 - 1     | Olmedo                |
| 6 de agosto | Emelec          | 2 - 0     | Liga de Quito         |
| 6 de agosto | El Nacional     | 1 - 0     | Técnico Universitario |
| 6 de agosto | Macará          | 1 - 0     | Espoli                |

| Fecha 7      | Fecha 7               | Fecha 7   | Fecha 7          |
| Fecha        | Equipo Local          | Resultado | Equipo Visitante |
| ------------ | --------------------- | --------- | ---------------- |
| 20 de agosto | Espoli                | 0 - 2     | El Nacional      |
| 20 de agosto | Barcelona             | 1 - 0     | Olmedo           |
| 20 de agosto | Liga de Quito         | 2 - 0     | Macará           |
| 20 de agosto | Técnico Universitario | 2 - 2     | Aucas            |
| 20 de agosto | Deportivo Quito       | 2 - 1     | Emelec           |

| Fecha 8      | Fecha 8      | Fecha 8   | Fecha 8               |
| Fecha        | Equipo Local | Resultado | Equipo Visitante      |
| ------------ | ------------ | --------- | --------------------- |
| 27 de agosto | Aucas        | 0 - 0     | Espoli                |
| 27 de agosto | Emelec       | 1 - 0     | Barcelona             |
| 27 de agosto | El Nacional  | 2 - 2     | Liga de Quito         |
| 27 de agosto | Macará       | 2 - 0     | Deportivo Quito       |
| 27 de agosto | Olmedo       | 1 - 0     | Técnico Universitario |

| Fecha 9          | Fecha 9         | Fecha 9   | Fecha 9               |
| Fecha            | Equipo Local    | Resultado | Equipo Visitante      |
| ---------------- | --------------- | --------- | --------------------- |
| 10 de septiembre | Barcelona       | 7 - 0     | Técnico Universitario |
| 10 de septiembre | Espoli          | 0 - 0     | Olmedo                |
| 10 de septiembre | Macará          | 2 - 2     | Emelec                |
| 10 de septiembre | Liga de Quito   | 0 - 2     | Aucas                 |
| 10 de septiembre | Deportivo Quito | 2 - 2     | El Nacional           |

| Fecha 10         | Fecha 10              | Fecha 10  | Fecha 10         |
| Fecha            | Equipo Local          | Resultado | Equipo Visitante |
| ---------------- | --------------------- | --------- | ---------------- |
| 16 de septiembre | El Nacional           | 2 - 1     | Deportivo Quito  |
| 17 de septiembre | Emelec                | 4 - 2     | Macará           |
| 17 de septiembre | Técnico Universitario | 1 - 1     | Barcelona        |
| 17 de septiembre | Olmedo                | 0 - 3     | Espoli           |
| 17 de septiembre | Aucas                 | 1 - 1     | Liga de Quito    |

| Fecha 11         | Fecha 11              | Fecha 11  | Fecha 11         |
| Fecha            | Equipo Local          | Resultado | Equipo Visitante |
| ---------------- | --------------------- | --------- | ---------------- |
| 24 de septiembre | Barcelona             | 1 - 1     | Emelec           |
| 24 de septiembre | Espoli                | 4 - 1     | Aucas            |
| 24 de septiembre | Liga de Quito         | 2 - 4     | El Nacional      |
| 24 de septiembre | Técnico Universitario | 2 - 1     | Olmedo           |
| 24 de septiembre | Deportivo Quito       | 0 - 1     | Macará           |

| Fecha 12         | Fecha 12     | Fecha 12  | Fecha 12              |
| Fecha            | Equipo Local | Resultado | Equipo Visitante      |
| ---------------- | ------------ | --------- | --------------------- |
| 29 de septiembre | El Nacional  | 2 - 3     | Espoli                |
| 30 de septiembre | Macará       | 0 - 1     | Liga de Quito         |
| 1 de octubre     | Emelec       | 4 - 3     | Deportivo Quito       |
| 1 de octubre     | Olmedo       | 0 - 0     | Barcelona             |
| 1 de octubre     | Aucas        | 5 - 1     | Técnico Universitario |

| Fecha 13      | Fecha 13              | Fecha 13  | Fecha 13         |
| Fecha         | Equipo Local          | Resultado | Equipo Visitante |
| ------------- | --------------------- | --------- | ---------------- |
| 13 de octubre | Técnico Universitario | 1 - 2     | El Nacional      |
| 15 de octubre | Liga de Quito         | 3 - 0     | Emelec           |
| 15 de octubre | Barcelona             | 2 - 2     | Deportivo Quito  |
| 15 de octubre | Espoli                | 2 - 1     | Macará           |
| 15 de octubre | Olmedo                | 2 - 0     | Aucas            |

| Fecha 14      | Fecha 14        | Fecha 14  | Fecha 14              |
| Fecha         | Equipo Local    | Resultado | Equipo Visitante      |
| ------------- | --------------- | --------- | --------------------- |
| 22 de octubre | Aucas           | 1 - 0     | Barcelona             |
| 22 de octubre | Emelec          | 2 - 1     | Espoli                |
| 22 de octubre | El Nacional     | 1 - 0     | Olmedo                |
| 22 de octubre | Macará          | 4 - 3     | Técnico Universitario |
| 22 de octubre | Deportivo Quito | 2 - 1     | Liga de Quito         |

| Fecha 15      | Fecha 15              | Fecha 15  | Fecha 15         |
| Fecha         | Equipo Local          | Resultado | Equipo Visitante |
| ------------- | --------------------- | --------- | ---------------- |
| 25 de octubre | Espoli                | 0 - 1     | Deportivo Quito  |
| 25 de octubre | Técnico Universitario | 1 - 4     | Emelec           |
| 25 de octubre | Olmedo                | 0 - 1     | Macará           |
| 25 de octubre | Barcelona             | 1 - 0     | Liga de Quito    |
| 25 de octubre | Aucas                 | 0 - 0     | El Nacional      |

| Fecha 16      | Fecha 16        | Fecha 16  | Fecha 16              |
| Fecha         | Equipo Local    | Resultado | Equipo Visitante      |
| ------------- | --------------- | --------- | --------------------- |
| 29 de octubre | Emelec          | 3 - 0     | Olmedo                |
| 29 de octubre | El Nacional     | 3 - 1     | Barcelona             |
| 29 de octubre | Liga de Quito   | 1 - 1     | Espoli                |
| 29 de octubre | Macará          | 2 - 1     | Aucas                 |
| 29 de octubre | Deportivo Quito | 3 - 2     | Técnico Universitario |

| Fecha 17       | Fecha 17              | Fecha 17  | Fecha 17         |
| Fecha          | Equipo Local          | Resultado | Equipo Visitante |
| -------------- | --------------------- | --------- | ---------------- |
| 1 de noviembre | Barcelona             | 2 - 0     | Espoli           |
| 1 de noviembre | El Nacional           | 1 - 0     | Macará           |
| 1 de noviembre | Aucas                 | 2 - 1     | Emelec           |
| 1 de noviembre | Olmedo                | 0 - 0     | Deportivo Quito  |
| 1 de noviembre | Técnico Universitario | 1 - 0     | Liga de Quito    |

| Fecha 18       | Fecha 18        | Fecha 18  | Fecha 18              |
| Fecha          | Equipo Local    | Resultado | Equipo Visitante      |
| -------------- | --------------- | --------- | --------------------- |
| 5 de noviembre | Emelec          | 3 - 2     | El Nacional           |
| 5 de noviembre | Espoli          | 3 - 1     | Técnico Universitario |
| 5 de noviembre | Liga de Quito   | 3 - 3     | Olmedo                |
| 5 de noviembre | Macará          | 0 - 1     | Barcelona             |
| 5 de noviembre | Deportivo Quito | 3 - 1     | Aucas                 |

### Tabla de posiciones
|  |  |     | Equipo                | PJ | PG | PE | PP | GF | GC | DG  | PTS | PB |
|  |  | --- | --------------------- | -- | -- | -- | -- | -- | -- | --- | --- | -- |
|  |  | 1.  | Emelec                | 18 | 10 | 2  | 6  | 36 | 25 | +11 | 32  | 3  |
|  |  | 2.  | El Nacional           | 18 | 10 | 3  | 5  | 34 | 24 | +10 | 30  | 2  |
|  |  | 3.  | Barcelona             | 18 | 8  | 5  | 5  | 25 | 17 | +8  | 29  | 1  |
|  |  | 4.  | Espoli                | 18 | 8  | 4  | 6  | 24 | 16 | +8  | 28  |    |
|  |  | 5.  | Deportivo Quito       | 18 | 8  | 4  | 6  | 28 | 25 | +3  | 28  |    |
|  |  | 6.  | Macará                | 18 | 8  | 2  | 8  | 28 | 25 | +3  | 26  |    |
|  |  | 7.  | Aucas                 | 18 | 6  | 5  | 7  | 22 | 26 | -4  | 23  |    |
|  |  | 8.  | Olmedo                | 18 | 6  | 4  | 8  | 15 | 21 | -6  | 22  |    |
|  |  | 9.  | Liga de Quito         | 18 | 5  | 5  | 8  | 20 | 24 | -4  | 20  |    |
|  |  | 10. | Técnico Universitario | 18 | 3  | 2  | 13 | 21 | 47 | -26 | 11  |    |

PJ = Partidos jugados; PG = Partidos ganados; PE = Partidos empatados; PP = Partidos perdidos; GF = Goles a favor; GC = Goles en contra; DG = Diferencia de gol; PTS = Puntos; PB = Puntos de bonificación
 NOTA: 3 puntos penalizados por usar un jugador inhabilitado en fecha 16.
|  | Clasificaron a la Liguilla Final. |

## Tabla acumulada
|  |  |     | Equipo                | PJ | PG | PE | PP | GF | GC | DG  | PTS |
|  |  | --- | --------------------- | -- | -- | -- | -- | -- | -- | --- | --- |
|  |  | 1.  | El Nacional           | 36 | 17 | 9  | 10 | 68 | 50 | +18 | 57  |
|  |  | 2.  | Emelec                | 36 | 17 | 5  | 14 | 59 | 47 | +12 | 56  |
|  |  | 3.  | Espoli                | 36 | 14 | 10 | 12 | 43 | 36 | +7  | 52  |
|  |  | 4.  | Aucas                 | 36 | 14 | 10 | 12 | 42 | 43 | -1  | 52  |
|  |  | 5.  | Olmedo                | 36 | 14 | 10 | 12 | 33 | 35 | -2  | 52  |
|  |  | 6.  | Macará                | 36 | 14 | 9  | 13 | 50 | 50 | 0   | 51  |
|  |  | 7.  | Deportivo Quito       | 36 | 12 | 12 | 12 | 52 | 49 | +3  | 48  |
|  |  | 8.  | Barcelona             | 36 | 12 | 12 | 12 | 44 | 45 | -1  | 48  |
|  |  | 9.  | Liga de Quito         | 36 | 12 | 11 | 13 | 50 | 47 | +3  | 47  |
|  |  | 10. | Técnico Universitario | 36 | 6  | 8  | 22 | 42 | 82 | -40 | 26  |

PJ = Partidos jugados; PG = Partidos ganados; PE = Partidos empatados; PP = Partidos perdidos; GF = Goles a favor; GC = Goles en contra; DG = Diferencia de gol; PTS = Puntos
|  | Clasificó a la Liguilla Final de la tabla acumulada por mejor puntaje en el Acumulado. |
|  | Descendieron a la Serie B.                                                             |

## Liguilla final

### Partidos y resultados
| Fecha 1         | Fecha 1      | Fecha 1   | Fecha 1          |
| Fecha           | Equipo Local | Resultado | Equipo Visitante |
| --------------- | ------------ | --------- | ---------------- |
| 19 de noviembre | Aucas        | 1 - 0     | Espoli           |
| 19 de noviembre | Olmedo       | 3 - 0     | Emelec           |
| 19 de noviembre | Barcelona    | 4 - 2     | El Nacional      |

| Fecha 2         | Fecha 2      | Fecha 2   | Fecha 2          |
| Fecha           | Equipo Local | Resultado | Equipo Visitante |
| --------------- | ------------ | --------- | ---------------- |
| 22 de noviembre | Espoli       | 2 - 1     | Barcelona        |
| 22 de noviembre | El Nacional  | 0 - 2     | Olmedo           |
| 22 de noviembre | Emelec       | 1 - 0     | Aucas            |

| Fecha 3         | Fecha 3      | Fecha 3   | Fecha 3          |
| Fecha           | Equipo Local | Resultado | Equipo Visitante |
| --------------- | ------------ | --------- | ---------------- |
| 26 de noviembre | Emelec       | 3 - 1     | Barcelona        |
| 26 de noviembre | El Nacional  | 2 - 0     | Espoli           |
| 26 de noviembre | Olmedo       | 1 - 0     | Aucas            |

| Fecha 4         | Fecha 4      | Fecha 4   | Fecha 4          |
| Fecha           | Equipo Local | Resultado | Equipo Visitante |
| --------------- | ------------ | --------- | ---------------- |
| 29 de noviembre | Barcelona    | 1 - 1     | Olmedo           |
| 29 de noviembre | Aucas        | 1 - 1     | El Nacional      |
| 29 de noviembre | Espoli       | 0 - 0     | Emelec           |

| Fecha 5        | Fecha 5      | Fecha 5   | Fecha 5          |
| Fecha          | Equipo Local | Resultado | Equipo Visitante |
| -------------- | ------------ | --------- | ---------------- |
| 3 de diciembre | Emelec       | 2 - 1     | El Nacional      |
| 3 de diciembre | Aucas        | 2 - 0     | Barcelona        |
| 3 de diciembre | Olmedo       | 2 - 0     | Espoli           |

| Fecha 6         | Fecha 6      | Fecha 6   | Fecha 6          |
| Fecha           | Equipo Local | Resultado | Equipo Visitante |
| --------------- | ------------ | --------- | ---------------- |
| 9 de diciembre  | Barcelona    | 4 - 0     | Aucas            |
| 10 de diciembre | El Nacional  | 3 - 0     | Emelec           |
| 10 de diciembre | Espoli       | 1 - 2     | Olmedo           |

| Fecha 7         | Fecha 7      | Fecha 7   | Fecha 7          |
| Fecha           | Equipo Local | Resultado | Equipo Visitante |
| --------------- | ------------ | --------- | ---------------- |
| 13 de diciembre | Emelec       | 1 - 0     | Espoli           |
| 13 de diciembre | El Nacional  | 1 - 1     | Aucas            |
| 13 de diciembre | Olmedo       | 1 - 0     | Barcelona        |

| Fecha 8         | Fecha 8      | Fecha 8   | Fecha 8          |
| Fecha           | Equipo Local | Resultado | Equipo Visitante |
| --------------- | ------------ | --------- | ---------------- |
| 17 de diciembre | Barcelona    | 2 - 0     | Emelec           |
| 17 de diciembre | Aucas        | 1 - 1     | Olmedo (C)       |
| 17 de diciembre | Espoli       | 0 - 2     | El Nacional      |

| Fecha 9         | Fecha 9      | Fecha 9   | Fecha 9          |
| Fecha           | Equipo Local | Resultado | Equipo Visitante |
| --------------- | ------------ | --------- | ---------------- |
| 20 de diciembre | Barcelona    | 1 - 1     | Espoli           |
| 20 de diciembre | Aucas        | 2 - 2     | Emelec           |
| 20 de diciembre | Olmedo       | 1 - 2     | El Nacional      |

| Fecha 10        | Fecha 10     | Fecha 10  | Fecha 10         |
| Fecha           | Equipo Local | Resultado | Equipo Visitante |
| --------------- | ------------ | --------- | ---------------- |
| 23 de diciembre | Emelec       | 4 - 1     | Olmedo           |
| 23 de diciembre | El Nacional  | 1 - 0     | Barcelona        |
| 23 de diciembre | Espoli       | 2 - 2     | Aucas            |

### Tabla de posiciones
|      |  |    | Equipo      | PJ | PG | PE | PP | GF | GC | DG | PTS | PB |
| ---- |  | -- | ----------- | -- | -- | -- | -- | -- | -- | -- | --- | -- |
| (C)  |  | 1. | Olmedo      | 10 | 6  | 2  | 2  | 15 | 9  | +6 | 23  | 3  |
| (SC) |  | 2. | El Nacional | 10 | 5  | 2  | 3  | 15 | 11 | +4 | 20  | 3  |
|      |  | 3. | Emelec      | 10 | 5  | 2  | 3  | 13 | 13 | 0  | 20  | 3  |
|      |  | 4. | Aucas       | 10 | 2  | 5  | 3  | 10 | 13 | -3 | 13  | 2  |
|      |  | 5. | Barcelona   | 10 | 3  | 2  | 5  | 14 | 13 | +1 | 12  | 1  |
|      |  | 6. | Espoli      | 10 | 1  | 3  | 6  | 6  | 14 | -8 | 6   | 0  |

PJ = Partidos jugados; PG = Partidos ganados; PE = Partidos empatados; PP = Partidos perdidos; GF = Goles a favor; GC = Goles en contra; DG = Diferencia de gol; PTS = Puntos; PB = Puntos de bonificación
| (C)  | Campeón, clasificado para la Copa Libertadores 2001.    |
| (SC) | Subcampeón, clasificado para la Copa Libertadores 2001. |
|      | Clasificó a la Copa Libertadores 2001.                  |
|      | Clasificó a la Copa Merconorte 2001.                    |

### Campeón
|                                             |
|                                             |
| Campeón Centro Deportivo Olmedo 1.er título |

## Goleadores
| Jugador              | Equipo          | Goles |
| -------------------- | --------------- | ----- |
| Alejandro Kenig      | Emelec          | 25    |
| Ebelio Ordóñez       | El Nacional     | 24    |
| Cristian Botero      | Macará          | 17    |
| Christian Gómez      | Olmedo          | 15    |
| Joel Vernaza         | Deportivo Quito | 15    |
| Carlos Alfaro Moreno | Barcelona       | 14    |